# Jorge Inés
Jorge Inés Nufio (* 15. März 1945 in Quetzaltenango) ist ein ehemaliger guatemaltekischer Radrennfahrer.

## Sportliche Laufbahn
Inés war im Straßenradsport aktiv und Teilnehmer der Olympischen Sommerspiele 1968 in Mexiko-Stadt. Im olympischen Straßenrennen wurde er 49. Im Mannschaftszeitfahren kam Guatemala mit Evaristo Oliva, Francisco Cuque, Jorge Inés und Saturnino Rustrián auf den 21. Rang.
In der Vuelta a Guatemala 1966 gewann er eine Etappe und kam in der Gesamtwertung auf den 7. Platz.